# クソゲー星人
『クソゲー星人』は、渡辺電機(株)作のギャグ漫画。『月刊ゲームラボ』において1998年1月号から2001年3月号まで掲載された。『クソゲー戦記』の（一応は）続編である。単行本は出版社が発行に難色を示し、他の出版社からも断られた為に作者自らがPDF形式のCD-ROMを同人誌形式で頒布すると言う形式をとった。
一話完結形式でストーリーは無きに等しく、シュールな内容である。終盤は作者のやる気の萎縮からか明らかに話が破綻していた。雑誌の特性からPCゲームや改造ツール等の話題を取り入れる事が多かったが、作者自身がその品物の使い道を知らなかったりと言う事も多々あった。

## 主な登場人物
ミチロウ
主人公。酷い目に遭うことが多い。
ローリィ
隣の国の王子様。トラブルメーカー。
フループ
女魔術師。魔法の一つも使えなかった前作とは違い、数々の特技を会得している。